# Bystrá (montagna)
Il Monte Bystrá è la più alta montagna dei Tatra Occidentali in Slovacchia, vicino al confine con la Polonia. Alto 2.248 metri, è circondato dalle vallate della Kamenistá, della Račkova e della Bystrá che prende il nome dalla montagna.